# Atopetholus paroicus
Atopetholus paroicus är en mångfotingart som beskrevs av Chamberlin 1941. Atopetholus paroicus ingår i släktet Atopetholus och familjen Atopetholidae. Inga underarter finns listade i Catalogue of Life.